# Паулу Фонсека
Паулу Алешандрі Родрігіш Фонсека (порт. Paulo Alexandre Rodrigues Fonseca, нар. 5 березня 1973, Нампула, Держава Мозамбік, Португалія) — португальський футболіст, що грав на позиції захисника. З 2005 року, по завершенні ігрової кар'єри, тренер.

## Клубна кар'єра

### «Баррейренсі»
У дорослому футболі дебютував 1991 року виступами за команду клубу «Баррейренсі», в якій провів чотири сезони, взявши участь у 91 матчі чемпіонату. Більшість часу, проведеного у складі «Баррейренсі», був основним гравцем захисту команди.

### «Порту»
У 1995 році перейшов до «Порту», проте у складі головної команди португальського гранда так й не дебютував. Натомість провів наступні три роки, граючи на умовах оренди за «Лесу», «Белененсеш» та «Марітіму».

### «Віторія»
У 1998 році став гравцем «Віторії» (Гімарайнш), де виступав 2 роки. За цей великий час, Паулу зіграв 6 матчів і в 2000 році покинув клуб.

### «Ештрела»
«Ештрели» (Амадора) в якій досить вдало виступав протягом наступних п'яти років до завершення ігрової кар'єри у 2005 році. За клуб зіграв 72 матчі та забив 4 голи.

## Кар'єра тренера

### Початок кар'єри
Завершивши виступи на футбольному полі, залишився у клубній системі «Ештрели», ставши тренером молодіжної команди. Надалі протягом 2007—2011 років очолював команди декількох нижчолігових португальських клубів.

### «Авеш»
У 2011 році очолив команду друголігового «Авеша», з яким досяг третього місця у чемпіонаті, набравши лише двома очками менше, ніж команда, що здобула підвищення у класі до Прімейри. Проте сам Фонсека наступний сезон все ж розпочав в елітному португальському дивізіоні — успіхи молодого тренера не залишились непоміченими керівництвом клубів Прімейри.

### «Пасуш ді Феррейра»
Влітку 2012 року він очолив команду «Пасуш ді Феррейра». Очолювана Фонсекою провінційна команда у першому ж сезоні під його орудою неочікувано посіла третє місце підсумкової турнірної таблиці і уперше у своїй історії кваліфікувалася до Ліги чемпіонів УЄФА.

### «Порту»
Після такого тріумфу увагу на Фонсеку звернули керівники чинного чемпіона Португалії «Порту», які шукали заміну наставнику своєї команди Вітору Перейрі, що вирішив не подовжувати контракт із клубом. Тож у червні 2013 року 40-річний Фонсека очолив команду, в якій свого часу йому так й не вдалося закріпитися під час ігрової кар'єри. Роботу з «Порту» новий головний тренер розпочав із впевненої перемоги з рахунком 3:0 у грі за Суперкубок Португалії 2013 над «Віторією» (Гімарайнш). Проте у чемпіонаті очолювана ним команда раз пораз втрачала очки у матчах з прохідними, як для «Порту», командами, тож 5 березня 2014 року його було звільнено.

### Повернення у «Пасуш ді Ферейра»
Сезон 2014/15 тренер знову провів на чолі команди «Пасуш ді Феррейра», проте повторити успіх дворічної давнини йому не вдалося — лише 8-е місце у першості Португалії.

### «Брага»
Попри це, влітку 2015 року Фонсека отримав запрошення очолити «Брагу», попереднього наставника якої, Сержіу Консейсау, було звільнено у міжсезоння попри досягнуту ним четверту позицію в лізі і кваліфікацію до Ліги Європи. А в самому єврокубку Фонсеці вдалося вивести «Брагу» до чвертьфіналу, де португальці поступилися донецькому «Шахтарю».

### «Шахтар»
31 травня 2016 року уклав дворічний контракт з донецьким «Шахтарем», ставши головним тренером команди. Свій прихід він прокоментував так:

Я прийшов у амбітний клуб. Прийшов по перемоги. Для мене велика гордість представляти саме цей клуб. Щодо ситуації в якій знаходиться «Шахтар», я знаю куди я йшов, я знаю в яких умовах буду працювати, що всі матчі ми проводимо не вдома. Тож жодних виправдань не буде. Я і лише я буду відповідати за результат. Але сподіваюся що ми будемо перемагати і питання не буде актуальним.

Аби перейти до «Шахтаря» португалець відмовився від керівництва деякими клубами Англійської прем'єр-ліги[джерело?]. Фонсека у першому матчі переміг з рахунком 0-9 команду з вільних агентів і молодих гравців — «KIFA Pro Team», випустивши на поле молодих гравців.

### «Рома»
11 червня 2019 року Фонсека підписав з італійською «Ромою» контракт на два роки. Влітку 2021 року після закінчення контракту Фонсека покинув італійський клуб.

### «Лілль»
Влітку 2022 року змінив Жослена Гурвеннека на посту головного тренера «Лілля». Контракт укладено на 2 роки до літа 2024 року.

### «Мілан»
13 червня 2024 року Фонсека був призначений новим головним тренером «Мілана», підписавши трирічний контракт. У грудні того ж року в клубі оголосили про відставку Фонсеки.

## Досягнення

### «Порту»
- Володар Суперкубка Португалії: 2013

### «Спортінг» (Брага)
- Володар Кубка Португалії: 2015–16

### «Шахтар»
- Чемпіон України (3): 2016-17, 2017–2018, 2018–2019
- Володар кубка України (3): 2016-17, 2017-18, 2018-19
- Володар Суперкубка України: 2017

## Особисте життя
Розлучився з дружиною, з якою прожив 20 років.
Друга дружина — Катерина Фонсека (Остроушко), керівник пресслужби президента «Шахтаря» Ріната Ахметова.